# Иностранка (повесть)
«Иностранка» — повесть Сергея Довлатова, написанная в 1985 году в Нью-Йорке и впервые опубликованная в издательстве «Russica Publishers» в 1986. Первая художественная книга автора о жизни в Америке.
По словам автора, эта книга, как и созданный чуть позже «Филиал», — отнюдь не об Америке, потому что «центральными персонажами в них остаются русские эмигранты».
В 2013 году ашдодский театр «Контекст» (Израиль) поставил спектакль «Иностранка» (автор сценической версии — Михаил Теплицкий).

## Содержание
Действие повести разворачивается в русском районе Нью-Йорка, где обосновались представители «третьей волны» русской эмиграции. Среди персонажей — хозяин фотоателье Евсей Рубинчик, который уже девять лет выплачивает долги за своё предприятие; владелец магазина «Днепр» Зяма Пивоваров, снабжающий местных жителей вологодским маслом и рижскими шпротами; диссидент Караваев, которому в Америке не хватает «марксизма и карательных органов»; торговец недвижимостью Аркаша Лернер, обладающий «специфическим даром материального благополучия».
Главная героиня повести — Маруся Татарович. Будучи дочкой номенклатурных родителей, она не имела видимого повода для отъезда из СССР. Однако в какой-то момент молодой женщине показалось, что «всё уже было», и однажды она вместе с сыном приземлилась в аэропорту имени Кеннеди.
Жизнь Маруси в Нью-Йорке — это попытки найти работу, обустроиться, приобрести мебель для маленькой квартиры. За женщиной пытались ухаживать почти все представители русской колонии, но её избранником стал латиноамериканец Рафаэль — 50-летний человек без определённых занятий. Их эмоциональные отношения, бурные ссоры и перемирия вызывают много разговоров в эмигрантской среде. Отдельным испытанием для пары становится приезд в Америку на гастроли бывшего Марусиного мужа — певца Разудалова.

## Отзывы и рецензии
Критик и переводчик Виктор Куллэ, выступая на I Международной конференции «Довлатовские чтения» с докладом «Эволюция авторского двойника», отметил, что в «Иностранке» автор, периодически включающийся в сюжет под фамилией Долматов, «посерьёзнел, стал членом демократического общества, нормальным семьянином. Его юмор стал тоньше и чуть сентиментальнее».
Литературовед Александр Закуренко (журнал «Топос») пришёл к выводу, что судьба рассказчика столь же хаотична, как и судьба Маруси Татарович.
Текст повести «Иностранка» был весьма подробно разобран в статье «Некоторые особенности манифестирования идиостиля С. Довлатова»: там анализируются фонетические детали, указывается на сознательный отказ от чрезмерного употребления метафор, отмечается использование иронии как экспрессивного элемента.
В то же время не все рецензенты приняли эту повесть. Так, по мнению писателя Владимира Бондаренко, «Иностранка» относится к числу писательских неудач Довлатова. Эту точку зрения в целом разделяет и коллега Сергея Донатовича по газете «Новый американец» Александр Генис, считающий, что повесть «слишком напоминает киносценарий», а лучшее в ней — это «галерея эмигрантских типов, написанных углём с желчью».